# Corvus typicus
Corvus typicus е вид птица от семейство Вранови (Corvidae).

## Разпространение
Видът е разпространен в Индонезия.